# Runavík
Runavík (dánul: Runevig) település Feröer Eysturoy nevű szigetén. Közigazgatásilag Runavík községhez tartozik.

## Földrajz
A Skálafjørður keleti partján 10 km hosszan húzódó településfüzér részét képezi.

## Történelem
A települést Hans Tausen alapította 1916-ban, de mai nevét csak 1938-ban kapta.

## Népesség
| Év              | Lakosság |
| --------------- | -------- |
| 1986. január 1. | 396      |
| 1991. január 1. | 433      |
| 1996. január 1. | 436      |
| 2001. január 1. | 471      |
| 2006. január 1. | 469      |

## Gazdaság

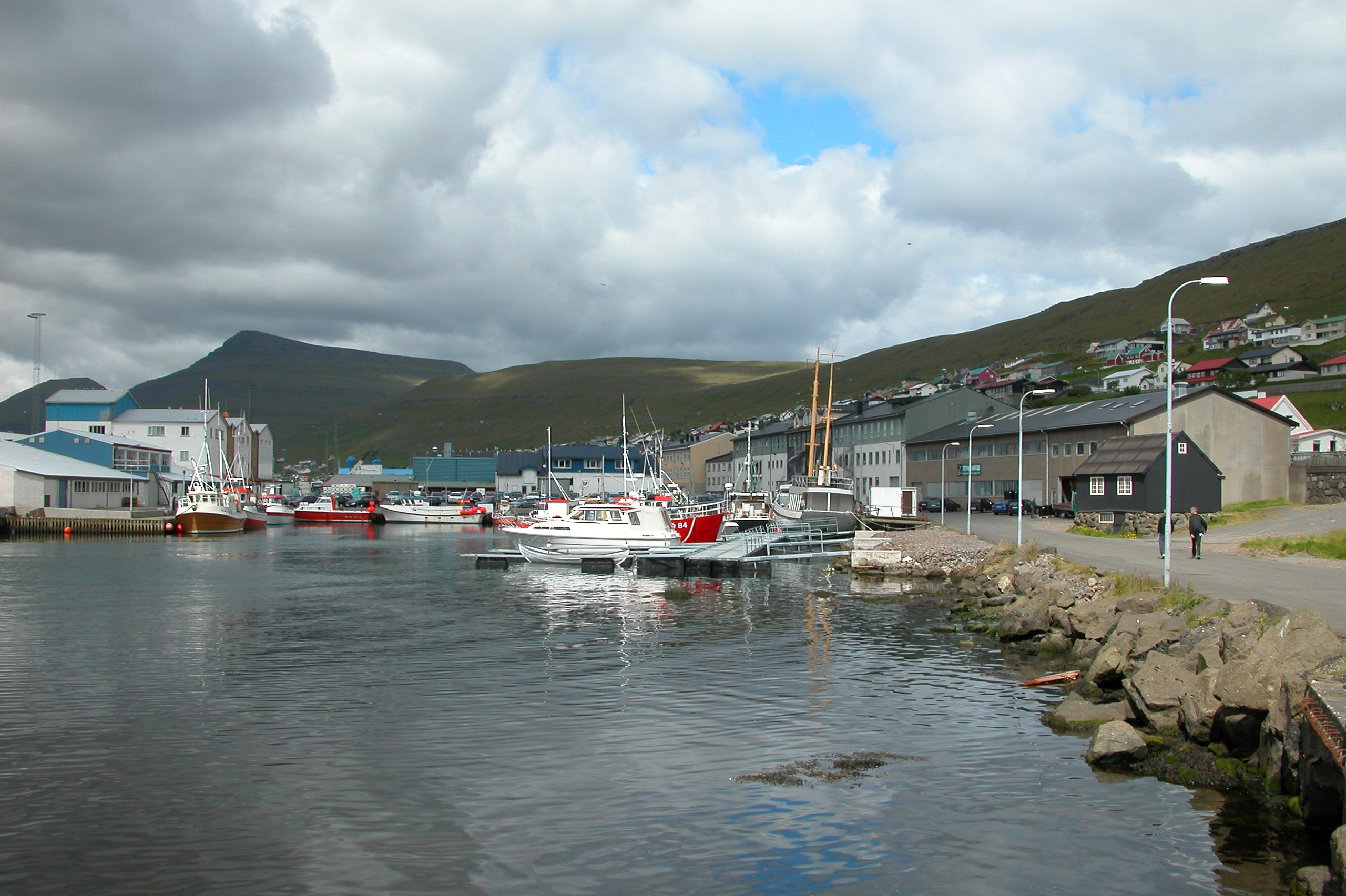
Runavík kikötője

Viszonylag nagy halászkikötője van, amihez exportra termelő, csúcstechnológiájú lazacfeldolgozó üzem kapcsolódik. A főutcán számos bolt és egy tengerészszálló is található.

## Közlekedés
Runavík a Skálafjørður keleti partján futó észak-déli irányú út mentén fekszik, amelyből itt ágazik ki a Rituvík felé vezető út. A települést érinti a 205-ös, a 440-es és a 442-es buszjárat.

## Turizmus
A turisták számára a Hotel Runavík és számos kisebb szálláshely áll rendelkezésre. A kikötőben nagy turistahajók is kikötnek, 2005 nyarán például 4 nagy hajó kötött ki itt összesen 1500 emberrel a fedélzetükön.

## Kultúra
Runavík és Strendur felváltva adnak otthon az Eystanstevna nevű fesztiválnak, amelyet minden év június közepén rendeznek.

## Sport
Labdarúgócsapata az NSÍ Runavík.

### Külső hivatkozások
- faroeislands.dk – fényképek és leírás (angol)
- Runavík, Runavík község (feröeri)
- Runavík, Visit Eysturoy (feröeri, angol)
- Flickr - fényképek (angol)
- Panorámakép a patakpartról[halott link] (dán)
- Runavík, fallingrain.com (angol)